# 中央即應集團
中央即應集團（ちゅうおうそくおうしゅうだん）為日本陸上自衛隊已廢止的機動部隊，原屬防衛大臣直轄。其基於日本新防衛大綱（2005）的要求而在2007年3月28日成立。集團司令部位於神奈川縣相模原市的座間駐屯地。

## 概要
此集團設立的目的是為了擁有一支在緊急情況（戰爭、自然災害、人道主義危機等）下可以進行迅速行動處置的專門部隊，並且可以作為一支有效的國際維和力量。該集團在日本國內進行部署時，可以作為一支增援即應部隊，而在海外部署時可以起到監督指揮作用。初創時編制人員約3200人、現有人員為4500人。
根據慣例，陸上自衛隊的高級指揮官一般名為某某長或總監，而中央即應集團的指揮官首次使用司令官這一稱呼。階級為陸將（中將），受到防衛大臣的直接指揮監督。而副司令官則由分管國內國際事務的兩位陸將補（少將）來擔任。
2014年的現狀是該集團將被廢止，其所轄部隊將移編至預定新設立的陸上總隊
。
2018年3月26日，因陸上總隊的成立而廢止。

## 廢止前編制
編制
- 司令部及其附屬部隊（約395名）
  - 第1空降團（約1,900名）
  - 第1直升機團（約900名）
  - 中央即應連隊（約700名）
  - 特殊作戰群（約300名）
  - 中央特殊武器防護隊（約155名）
  - 對特殊武器衛生隊（約70名）
  - 國際活動教育隊（約80名）

駐屯地
- 座間駐屯地（神奈川県相模原市）
  - 司令部及其附屬部隊
- 朝霞駐屯地（東京都練馬区）
  - 対特殊武器衛生隊
- 宇都宮駐屯地（栃木県宇都宮市）
  - 中央即應連隊
- 習志野駐屯地（千葉県船橋市）
  - 第1空降團
  - 特殊作戦群
- 木更津駐屯地（千葉県木更津市）
  - 第1直升機団
- 大宮駐屯地（埼玉県さいたま市北区）
  - 中央特殊武器防護隊
- 駒門駐屯地（静岡県御殿場市）
  - 国際活動教育隊

国際平和協力活動等派遣部隊
- UNMISS - 自衛隊南蘇丹派遣部隊

### 司令部

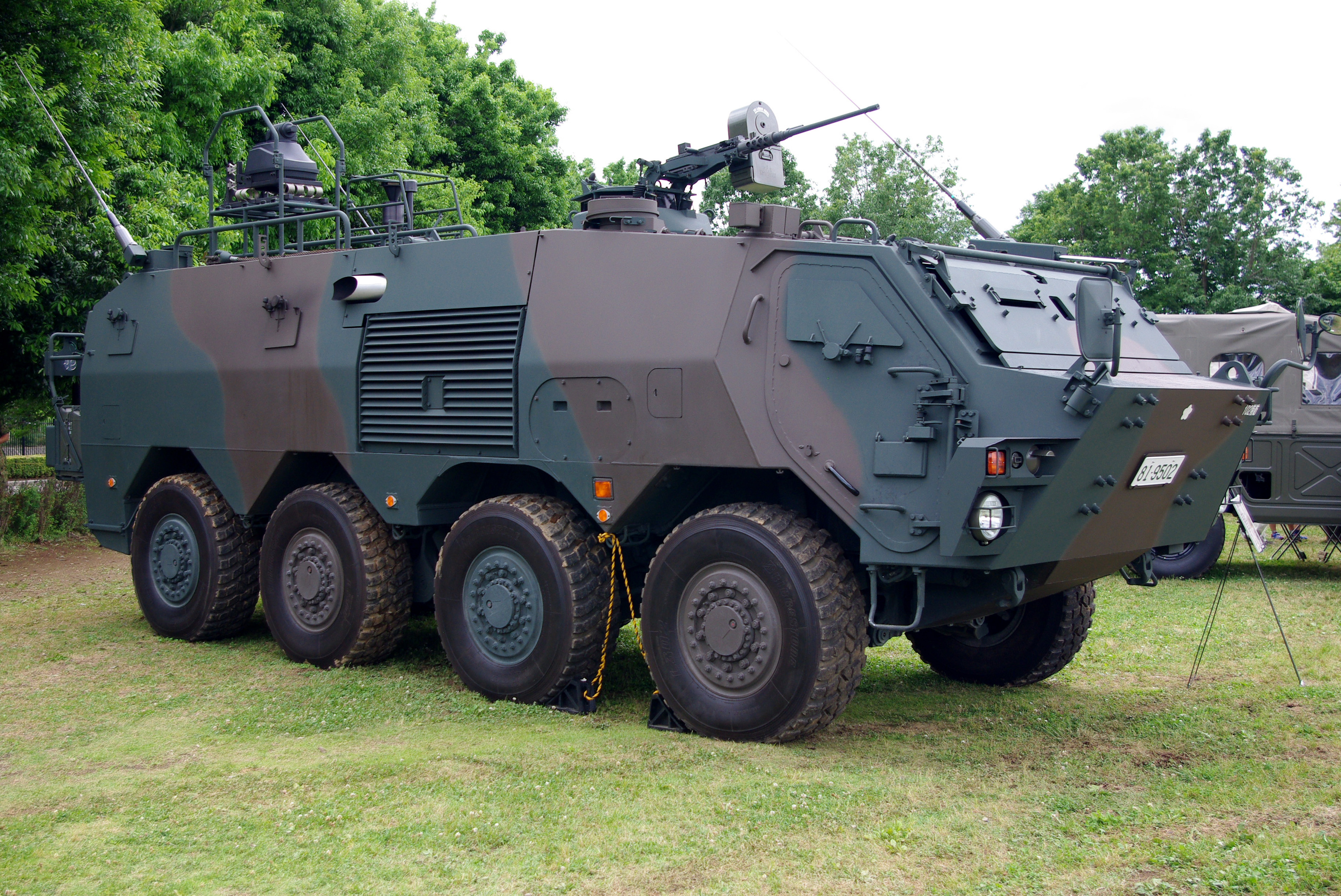
中央特殊武器防護隊核生化偵查車

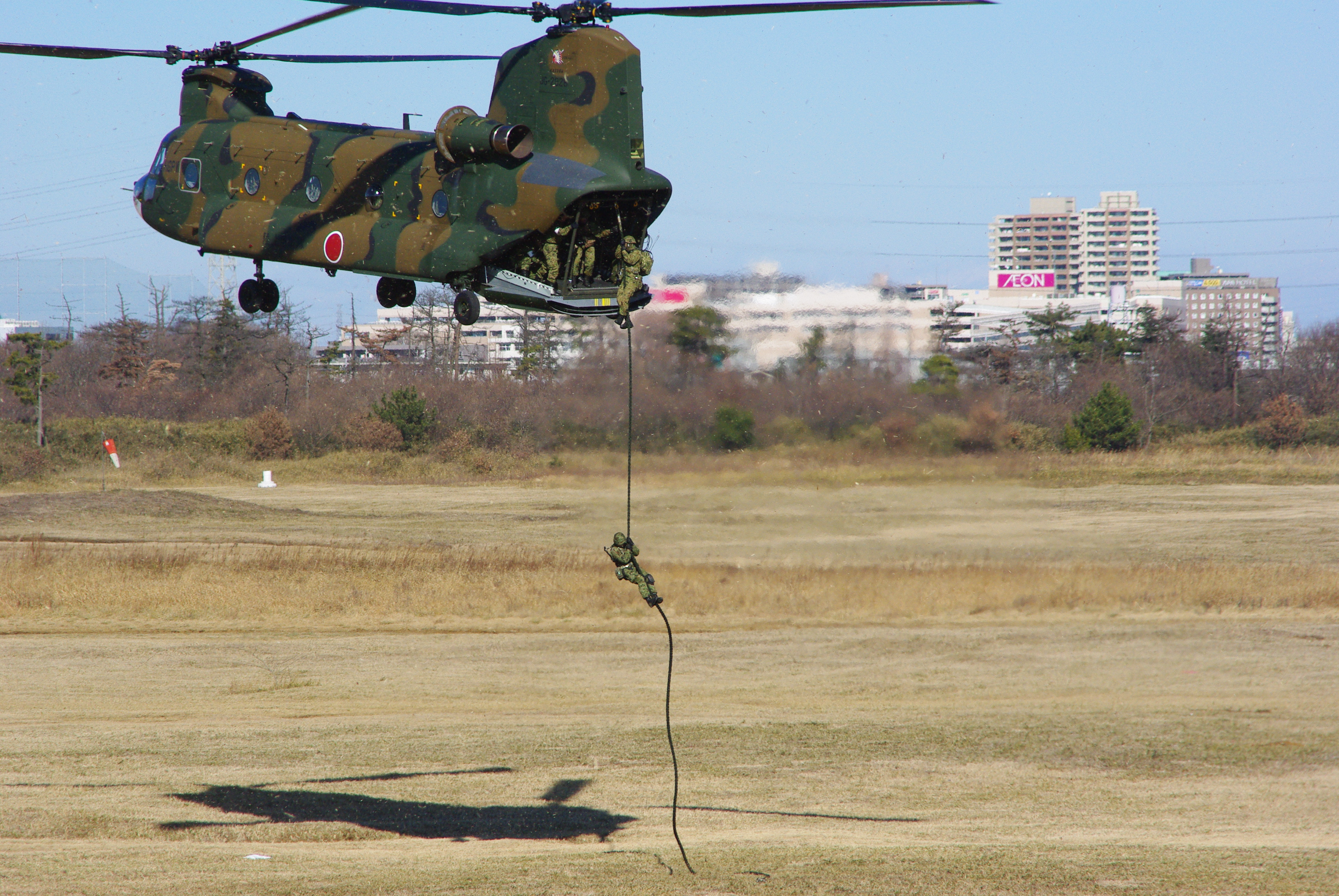
第1空降團

中央即應集團司令部在成立時位於東京都練馬區的朝霞駐屯地。2013年3月26日移至座間駐屯地，與駐地相同的美國陸軍第1軍司令部進行協作。
- 人事部（G-1）
- 情報部（G-2）
- 防衛部（G-3）
- 後方補給部（G-4）
  - 總務課
  - 会計課
  - 通信課
  - 民生協力課
- 發言人
- 醫務官
- 監察官
- 法務官

### 主要幹部
| 職務                        | 姓名     | 階級            | 就任日期       | 畢業學校 | 前任職務                                 |
| --------------------------- | -------- | --------------- | -------------- | -------- | ---------------------------------------- |
| 中央即應集團司令官          | 日高政廣 | 陸將（中將）    | 2012年7月26日  | 防大23期 | 第6師團長                                |
| 副司令官                    | 原田智總 | 陸將補（少將）  | 2013年12月18日 | 防大31期 | 西部方面總監部幕僚副長                   |
| 副司令官                    | 堀井泰造 | 陸將補（少將）  | 2013年8月22日  | 防大32期 | 陸上幕僚監部運用支援・情報部運用支援課長 |
| 幕僚長 （兼座間駐屯地司令） | 伊崎義彥 | 1等陸佐（上校） | 2013年8月22日  | 防大31期 | 国際活動教育隊長                         |
| 幕僚副長                    | 菅野隆   | 1等陸佐（上校） | 2013年4月1日   | 防大33期 | 第35普通科連隊長                         |
| 幕僚副長                    | 髙木勝也 | 1等陸佐（上校） | 2014年3月23日  |          | 中央即應集團司令部防衛部長               |

## 外部連結
- 中央即應集團（页面存档备份，存于）
- 第45號法律・有關防衛廳設置法等修正（2006年5月31日）
- 法律第118号・自衛隊法修正（2006年12月22日）
- United States-Japan Roadmap for Realignment Implementation（2006年5月1日） - 日美安全保障協議委員会成果文書『日美防務再編路線圖』（英文）（日文）